# 白木俊彦
白木 俊彦（しらき としひこ、1953年 - ）は、日本の会計学者。南山大学経営学部教授。

## 略歴
静岡県立沼津東高等学校卒業。
慶應義塾大学大学院商学研究科修士課程修了、同博士課程単位取得満期退学。
中部大学経営情報学部教授などを経て、2005年から現職。

## 著書

### 単著
- 『外貨換算会計基準の国際的調和』（中央経済社, 1995年）

### 共編著
- 『経営情報学の展開』（成文堂, 1994年）
- 『会計学概説』（中央経済社, 1994年）
- 『国際会計』（創成社, 1995年）
- 『遠近の企業社会』（中部大学産業経済研究所, 1996年）
- 『連結会計基準の国際的調和』（白桃書房, 1999年）
- 『減損会計−その会計処理はこうなる』（東京教育情報センター, 2000年）
- 『財務会計の世界-基礎から個別論点まで-』（税務経理協会, 2005年）
- 『財務情報の信頼性-会計と監査の挑戦』（税務経理協会, 2008年）
- 『エッセンス簿記会計第8版』（森山書店, 2012年）